# مجلس الشيوخ الباكستاني
مجلس الشيوخ الباكستاني  (أردو: ایوانِ بالا) جزء من برلمان باكستان مع الجمعية الوطنية لباكستان. وتجري الانتخابات كل ثلاث سنوات لتجديد نصف أعضاء المجلس، ومدة العضوية 6 سنوات. إذا كان مكتب رئيس باكستان شاغرا، أو عجز الرئيس عن أداء مهامه، فإن رئيس مجلس الشيوخ يمثل دور الرئيس حتى يتم انتخاب رئيس.

## روابط خارجية
- الموقع الرسمي للمجلس.